# لغة الإشارة آداموروبه وثقافة الصم في غانا غرب أفريقيا

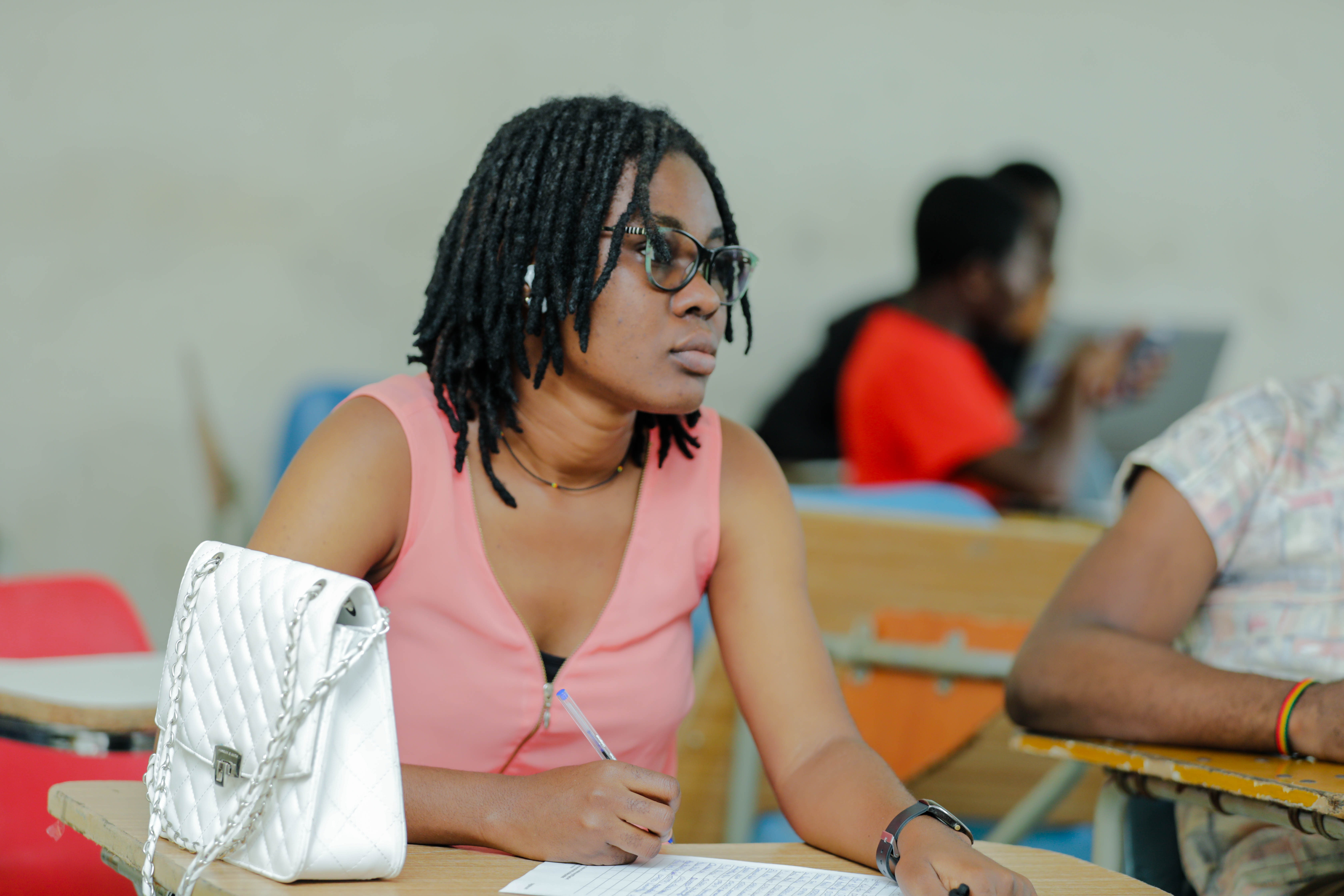
المشاركون في تدريب ويكيبيديا للأشخاص ذوي الإعاقة السمعية في وينيبا، غانا.

لغة إشارة آداموروبي ( AdaSL ) هي لغة إشارة قروية فريدة تُستخدم في مجتمع آداموروبي، الواقع في تلال أكوابيم بالمنطقة الشرقية لغانا ، غرب إفريقيا . تتميز لغة آداموروبي عن لغات الإشارة الوطنية مثل لغة الإشارة الغانية (GSL)، حيث نشأت وتطورت داخل هذه القرية الريفية حيث كان جزء كبير من السكان، تاريخيًا، من الصم بسبب عوامل وراثية. على مدى أجيال، استخدم سكان آداموروبي الصم والسامعون على حد سواء لغة آداموروبي كوسيلة طبيعية للتواصل، مما عزز ثقافة صماء شاملة لا مثيل لها في معظم المجتمعات. يستكشف هذا المقال الجوانب الجغرافية والثقافية والتاريخية واللغوية للغة إشارة آداموروبي، إلى جانب التحديات المستمرة التي يواجهها المجتمع وجهود الحفاظ عليها.

## الموقع الجغرافي والسياق الثقافي
تقع آداموروبه على بُعد حوالي ٣٠ إلى ٤٠ كيلومتراً شمال أكرا في تلال أكوابيم. وهي قرية يغلب عليها طابع شعب الأكان، حيث يتحدث معظم السكان لغة الأكان (أكوابيم توي) إلى جانب استخدامهم للغة الإشارة في آداموروبه. وقد حظيت هذه القرية بالاهتمام بسبب النسبة المرتفعة بشكل غير معتاد من الصمم الوراثي، وهو ظاهرة أثّرت في المشهد الثقافي واللغوي للقرية.
وعلى عكس العديد من المجتمعات التي يُهمَّش فيها الأفراد الصمّ، فإن السكان الصم في آداموروبه مندمجون تماماً في حياة القرية. ويستخدم السكان السامعون لغة الإشارة في آداموروبه في تفاعلاتهم اليومية، مما يخلق بيئة ثنائية اللغة تصل بسلاسة بين عالمي السامعين والصم.

## أصول وتاريخ لغة الإشارة في آداموروبه
يُعتقد أن لغة الإشارة في آداموروبه ظهرت قبل أكثر من ٢٠٠ عام، بالتزامن مع تأسيس المستوطنة. وتشير الدراسات الوراثية إلى أن ارتفاع نسبة الصمم في آداموروبه يعود إلى طفرة وراثية تنتقل عبر الأجيال.
وترجع أولى الإشارات الأكاديمية إلى آداموروبه ولغتها الإشارية إلى منتصف القرن العشرين، حيث لاحظ الباحثون اندماج أفراد المجتمع الصم بشكل فريد.

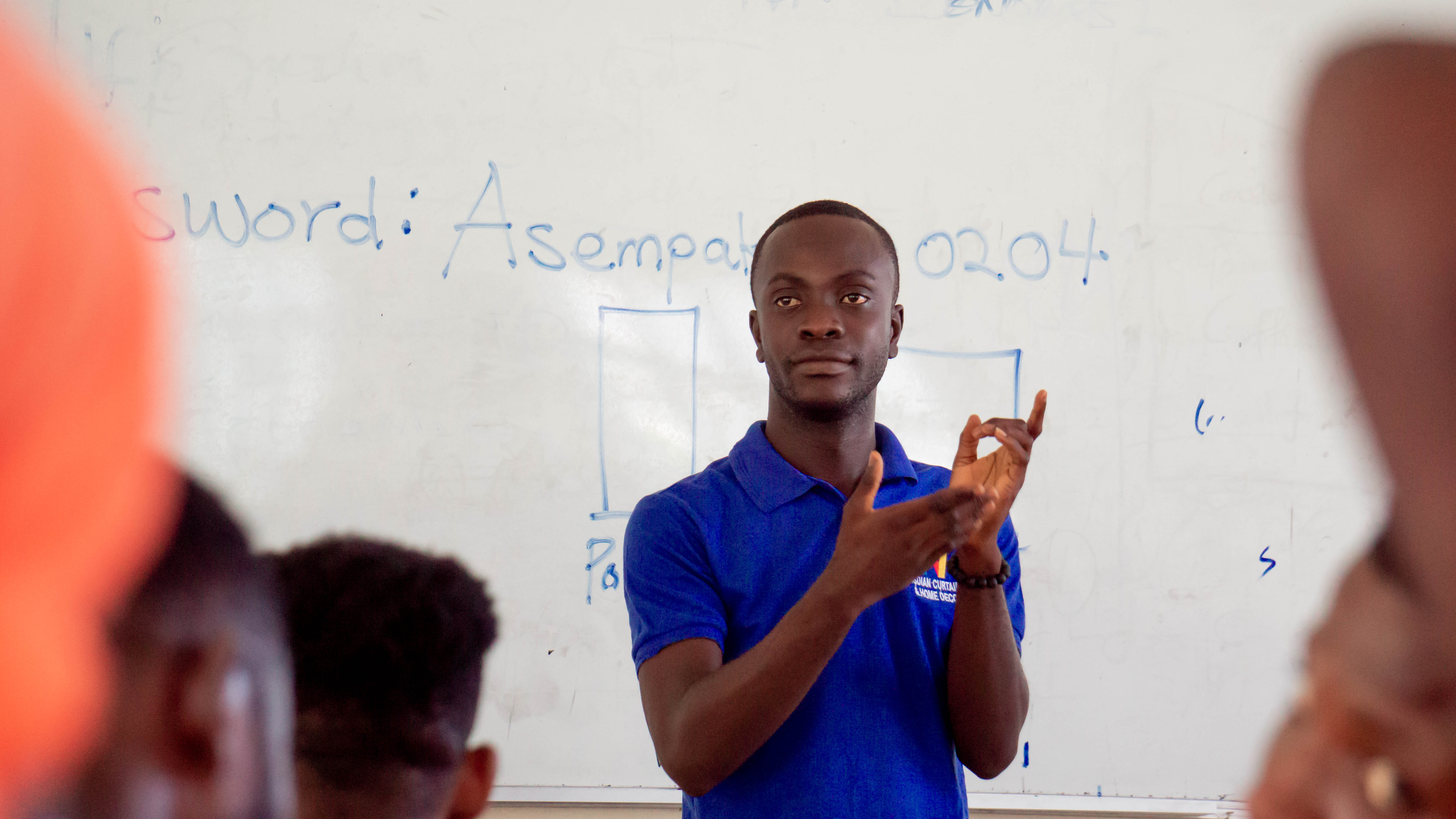
معلم لغة الإشارة في أحد الفصول الدراسية في غانا.

في ستينيات وثمانينيات القرن العشرين، أدى إدخال التعليم الرسمي للصم في غانا إلى تعرّض الأطفال الصم في آداموروبه إلى لغة الإشارة الغانية، المشتقة من لغة الإشارة الأمريكية. وقد أدى هذا التعرّض إلى تغيّر في الممارسات اللغوية بين الأجيال الأصغر، الذين باتوا يستخدمون لغة الإشارة الغانية أكثر من لغة آداموروبه.
وشكّل عام ١٩٧٥ نقطة تحوّل حاسمة في تاريخ القرية، عندما فرض الزعيم المحلي حظراً على الزواج بين الأفراد الصم في محاولة للحد من انتشار الصمم الوراثي. ورغم أن هذه السياسة نجحت في تقليل عدد الولادات بين الصم، إلا أنها في الوقت نفسه شكّلت تهديداً لبقاء لغة الإشارة في آداموروبه على المدى الطويل.

## السمات اللغوية للغة الإشارة في آداموروبه
تتميّز لغة الإشارة في آداموروبه ببُنى قواعدية ومفردات فريدة تميزها عن لغة الإشارة الغانية وغيرها من اللغات الإشارية الوطنية أو العالمية. وعلى عكس العديد من لغات الإشارة الحضرية التي تتطور داخل المؤسسات التعليمية، فقد تطورت لغة آداموروبه بشكل طبيعي داخل مجتمع مترابط، مما أدى إلى بُنى تركيبية فريدة وتكوين إشارات متزامنة.
ويتميّز استخدامها بالقواعد النحوية المكانية، وبُنى المُصنّفات، والإيماءات المتجذّرة في الثقافة المحلية. كما أنها غير مفهومة بشكل متبادل مع لغة الإشارة الغانية، وتحتوي على إشارات خاصة بسياق آداموروبه الثقافي، مما يجعلها موضوعاً غنياً للدراسة اللغوية.
وتُظهر لغة آداموروبه أيضاً اعتماداً أقل على التهجئة اليدوية مقارنة بلغة الإشارة الغانية، كما أنها تحتفظ بعدد من الخصائص التي تُعد قديمة أو غائبة في اللغات الإشارية الأكثر توحيداً.

## ثقافة الصم في آداموروبه
تتميّز ثقافة الصم في آداموروبه بكونها شاملة بشكل ملحوظ. فقد شارك السكان الصم تاريخياً بشكل كامل في الأنشطة الاجتماعية والاقتصادية والثقافية. وعلى عكس الكثير من المجتمعات، لا يُنظر إلى الصمم في آداموروبه على أنه وصمة عار. بل إن لغة الإشارة تُعد وسيلة طبيعية ومحترمة للتواصل، ويستخدمها ليس فقط الأفراد الصم بل أيضاً أفراد الأسرة السامعين والأصدقاء والجيران.
وتتجلّى هذه الاندماجية في التجمعات المجتمعية والأسواق والمراسم التقليدية حيث تُستخدم لغة الإشارة بشكل علني. وقد ساهم هذا النسيج الاجتماعي في صمود مجتمع الصم في وجه الضغوط الخارجية.

## الوضع الحالي والتحديات
تواجه لغة الإشارة في آداموروبه اليوم تحديات كبيرة. فقد انخفض عدد الأفراد الصم في القرية نتيجة لسياسة الزواج التي منعت زواج الصم من بعضهم. كما أن الجيل الأصغر من الأطفال الصم يتبنّى بشكل متزايد لغة الإشارة الغانية من خلال التعليم الرسمي، مما يقلّل من انتقال لغة آداموروبه عبر الأجيال.
وتُسهم عوامل التحضّر والسياسات اللغوية الوطنية في تسريع الابتعاد عن لغات الإشارة القروية. وبدون جهود حثيثة للحفاظ على اللغة، فإن لغة آداموروبه مهددة بالاندثار أو حتى الانقراض خلال العقود القادمة.

## جهود الحفاظ على اللغة
قام عدد من اللغويين والأنثروبولوجيين خلال السنوات الأخيرة بتوثيق لغة الإشارة في آداموروبه بشكل واسع. وتهدف جهودهم إلى الحفاظ على الخصائص الفريدة للغة والتوعية بأهميتها الثقافية. ومع ذلك، توجد مبادرات رسمية محدودة داخل القرية لإحياء أو صون لغة آداموروبه بين الأجيال الشابة.
وتشمل الاستراتيجيات المحتملة للحفاظ على اللغة برامج لغوية مجتمعية، وتطوير مواد تعليمية للغة آداموروبه، ودمج اللغة في المدارس المحلية. كما أن تشجيع استخدام لغة آداموروبه في الفعاليات الاجتماعية والثقافية يمكن أن يسهم في استدامتها.

## روابط خارجية
- https://www.endangeredlanguages.com/lang/6909